# ハーモニーホール座間
ハーモニーホール座間（ハーモニーホールざま）は、神奈川県座間市にある座間市立のホールである。正式名称は座間市立市民文化会館。

## 概要
1995年に完成。大ホールの座席数は1310席。席順はABC順で、2階席の座席列には2が加わる。
2024年8月から約1年半休館予定

## 交通
- 小田急小田原線相武台前駅下車徒歩15分
- 神奈川中央交通バス「市役所･谷戸山公園前」下車徒歩1分